# Femmina

Simbolo femminile. Rappresenta anche il pianeta Venere, ed è il simbolo alchemico del rame.

La femmina è uno dei due sessi, insieme al maschio, nelle specie che utilizzano la riproduzione sessuata dioica o partenogenetica. La femmina produce solo gameti femminili.
L'etimologia del termine potrebbe derivare dalla radice latina di fecundus, cioè «fruttifera». Convenzionalmente viene indicata con il simbolo di Venere ♀. Joseph Justus Scaliger propose un'interpretazione fantasiosa sull'origine del simbolo, secondo la quale sarebbe la rappresentazione stilizzata della mano della dea Venere che sorregge uno specchio. In realtà la maggior parte degli studiosi conviene sull'origine dalla lettera greca phi.

## Morfologia
Dal punto di vista morfologico la femmina si distingue per essere predisposta a ricevere la deposizione dei gameti maschili, e a produrre le cellule uovo che da questi verranno fencondate. Le parti anatomiche destinate a questo scopo sono chiamate apparato riproduttivo.
Nella donna e in molti animali le caratteristiche femminili denotano non solo l'apparato genitale ma anche i cosiddetti caratteri sessuali secondari, che riguardano l'aspetto somatico, fisiologico, e psichico.
Nelle piante sono considerati femminili l'oosfera, l'archegonio, l'ovulo e i carpelli, sicché viene chiamato «femminile» anche il fiore che presenta unicamente tali caratteristiche.
Per analogia con la morfologia femminile, in ambito meccanico si chiama femmina qualunque connettore, come ad esempio una vite o una presa elettrica, dotato di appositi fori, attacchi o scanalature destinati a saldarsi con il complementare maschio.

## Aspetti culturali
(Goethe, invocazione del Coro Mistico nel verso finale del Faust, XII, 111 )

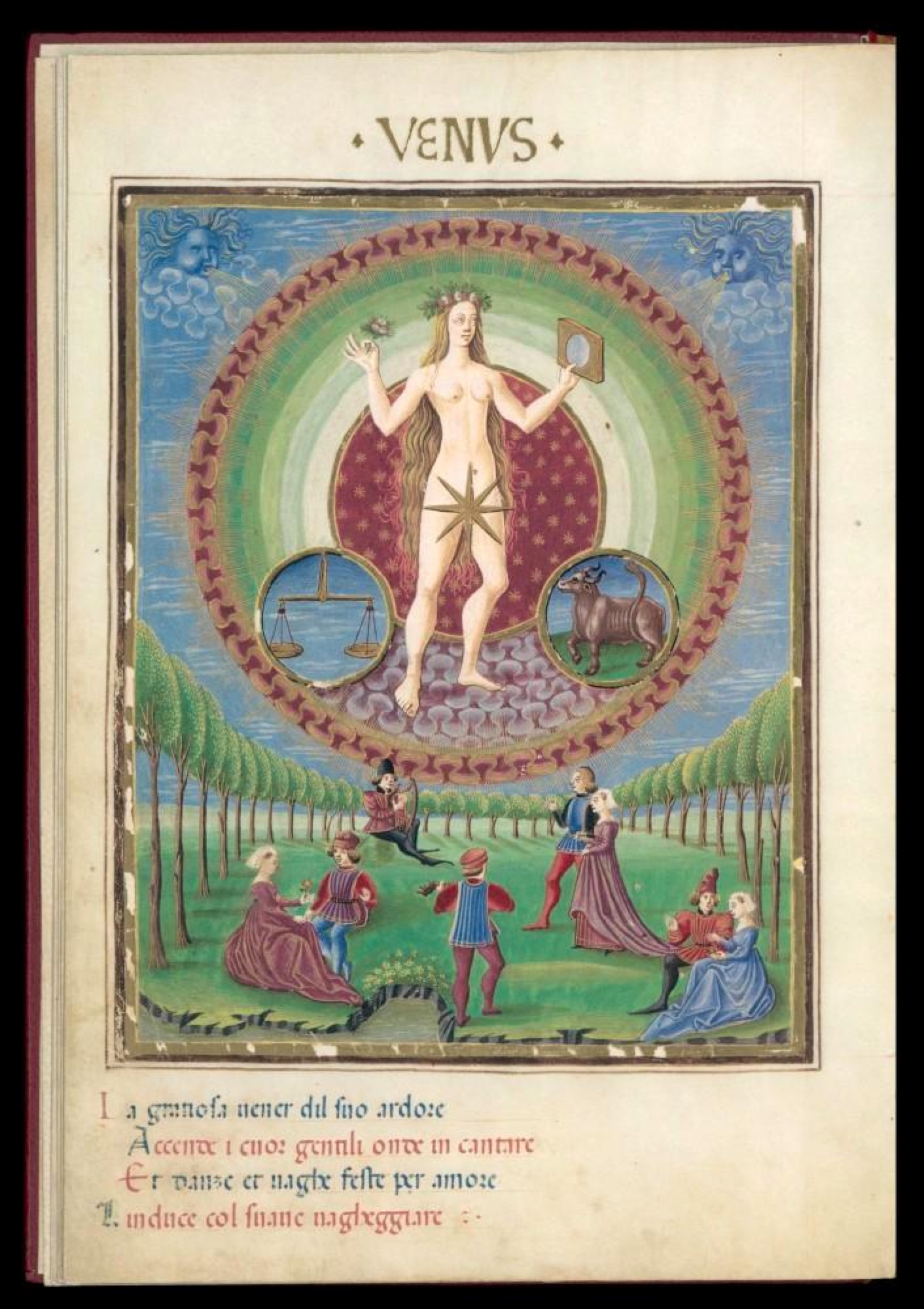
Il principio Venere nel trattato astrologico De Sphaera, associato ai segni della Bilancia e del Toro.

Storicamente il principio femminile non costituiva solo un connotato sessuale, ma anche un archetipo con sue proprie qualità, che nel dinamismo bipolare della filosofia cinese corrispondeva allo Yin, caratterizzato da un movimento centripeto ed implosivo, contrapposto allo Yang maschile, viceversa centrifugo ed espansivo.
Anche in Occidente, del resto, per il filosofo Scoto Eriugena la separazione dei sessi era stata originariamente un fatto cosmico, che si era riflessa nella scissione umana tra maschio e femmina in conseguenza del peccato.
Le caratteristiche femminili, associate a Venere, dea romana dell'amore, tradizionalmente vengono attribuite a grazia, bellezza e leggiadria, oltre che a passività, duttilità, resistenza ed introspezione, al lato più oscuro, notturno e lunare della realtà (tipicamente sinistro ma corrispondente all'emisfero destro del cervello), alla capacità ricettiva e accogliente propria di forme come la vulva, il calice o l'ampolla, al sentimento, all'emotività, al principio umido e fertile.

Per Aristotele la femmina concorre alla riproduzione in maniera complementare al maschio, svolgendo un ruolo passivo con cui fornisce la potenzialità che attende di essere tradotta in atto. Essa non offre soltanto il luogo di sviluppo del seme maschile, ma il suo mestruo costituisce anche la causa materiale del concepimento, di cui l'uomo è sprovvisto, ossia la componente corporea del nascituro. In seguito, la filosofa medievale Ildegarda di Bingen descrive la sessualità femminile come più raffinata rispetto a quella maschile: 
(Ildegarda di Bingen, Liber causae et curae, a cura di Paul Kaiser, Lipsia, Teubner, 1903, pp. 69-76)
Tra i quattro elementi della dottrina ermetica ed alchemica, che ricercava nel rebis androgino il ricongiungimento filosofico dei due sessi, sono considerati femminili l'acqua e la terra. La passività della femmina, contrapposta alla qualità attiva del maschio, denota anche i segni di terra e d'acqua dell'astrologia occidentale, oltre ad essere attribuita alla Luna, al pianeta Venere, al mercurio, all'uovo informe primordiale, alla Madre Terra (contrapposta al Cielo paterno), all'energia orizzontale contrapposta alla verticalità maschile.

Nel Faust di Goethe, il Coro Mistico alla fine dell'opera invoca l'«eterno femminile» (Ewigweibliche) quale metafora dell'anima che fa da mediatrice verso lo spirito paterno.
Secondo il filosofo austriaco Sigmund Freud, il processo di costruzione dell'identità sessuale della figlia femmina sarebbe speculare a quello del maschio, passando attraverso varie fasi psichiche di cui le principali sono il complesso di Edipo, che i seguaci freudiani cercarono di rinominare complesso di Elettra, e l'invidia del pene, corrispondente all'angoscia maschile di castrazione, che la bambina vivrebbe al rovescio come una sorta di «evirazione» già avvenuta.
Nella psicologia analitica di Jung, nella femmina è presente una controparte maschile da lui denominata «Animus», un archetipo dell'inconscio collettivo, che la donna dovrebbe cercare di integrare nel suo processo di individuazione verso la completezza di Sé. Mentre il contatto con l'Animus, da un lato, consente di sviluppare capacità di pensiero e di discernimento legate al logos, altrimenti represse, un suo eccesso negativo potrebbe dar luogo a spirito polemico, generalizzazioni stereotipate, testardaggine. Il complementare femminino nell'uomo è invece chiamato «Anima».